# Sălătrucu
Sălătrucu – wieś w Rumunii, w okręgu Ardżesz, w gminie Sălătrucu. W 2011 roku liczyła 1542 mieszkańców.